# Communauté de communes du Petit Caux
La Communauté de communes du Petit Caux (CCPC) est une ancienne communauté de communes française, créée en 2002 et située dans le département de la Seine-Maritime et la région Normandie. Elle se transforme en commune nouvelle portant le nom de Petit-Caux le 1er janvier 2016.

## Historique
« L’histoire de la communauté de communes du Petit-Caux est étroitement liée à l’implantation de la centrale nucléaire de Penly. Un SIVOM a été créé en 1978 afin de préparer l’implantation de cette centrale ; il a été transformé en district en 1982 ». Ce district a été lui-même transformé en une communauté de communes par un arrêté préfectoral du 6 décembre 2001 qui a pris effet au 1er janvier 2002.
L'intercommunalité, qui réalise beaucoup plus d'actions que la plupart de ses homologues, avec un coefficient d'intégration fiscal de près de 75 % contre une moyenne de 30 % environ,  a souhaité se transformer en commune nouvelle le 1er janvier 2016,,. Cette transformation de la communauté de communes en une commune nouvelle dénommée Petit-Caux est actée par arrêté préfectoral du 26 novembre 2015 qui prend effet le 1er janvier 2016.
Le projet de schéma départemental de coopération intercommunale présenté par le préfet de Seine-Maritime le 2 octobre 2015 dans le cadre de l'approfondissement de la coopération intercommunale prévu par la Loi portant nouvelle organisation territoriale de la République (Loi NOTRe) du 7 août 2015 prévoit la fusion de la communauté de communes des Monts et Vallées (12 338 habitants), de cette commune nouvelle du Petit-Caux (9 042 habitants), et  une commune membre de la communauté de communes de Londinières (264 habitants).

## Territoire communautaire

### Composition
L'intercommunalité regroupe 18 communes du département de la Seine-Maritime :
| Nom                              | Code Insee | Gentilé         | Superficie (km2) | Population (dernière pop. légale) | Densité (hab./km2) |
| -------------------------------- | ---------- | --------------- | ---------------- | --------------------------------- | ------------------ |
| Saint-Martin-en-Campagne (siège) | 76618      | Saint-Martinais | 6,85             | 1 256 (2013)                      | 183                |
| Assigny                          | 76027      |                 | 6,05             | 384 (2013)                        | 63                 |
| Auquemesnil                      | 76037      | Auquemesnilais  | 6,34             | 278 (2013)                        | 44                 |
| Belleville-sur-Mer               | 76073      | Bellevillais    | 3,07             | 865 (2013)                        | 282                |
| Berneval-le-Grand                | 76081      | Bernevalais     | 5,56             | 1 422 (2013)                      | 256                |
| Biville-sur-Mer                  | 76098      |                 | 5,30             | 792 (2013)                        | 149                |
| Bracquemont                      | 76137      | Bracquemontais  | 4,84             | 854 (2013)                        | 176                |
| Brunville                        | 76145      | Brunvillais     | 3,92             | 255 (2013)                        | 65                 |
| Derchigny                        | 76215      | Derchignyens    | 4,75             | 552 (2013)                        | 116                |
| Glicourt                         | 76301      | Glicourtais     | 4,58             | 231 (2013)                        | 50                 |
| Gouchaupre                       | 76310      | Gouchaupréens   | 4,34             | 197 (2013)                        | 45                 |
| Greny                            | 76326      | Gairinusiens    | 4,06             | 134 (2013)                        | 33                 |
| Guilmécourt                      | 76337      | Guilmécourtois  | 7,92             | 342 (2013)                        | 43                 |
| Intraville                       | 76376      | Intravillais    | 4,66             | 275 (2013)                        | 59                 |
| Penly                            | 76496      | Penlyais        | 4,06             | 431 (2013)                        | 106                |
| Saint-Quentin-au-Bosc            | 76643      |                 | 3,50             | 103 (2013)                        | 29                 |
| Tocqueville-sur-Eu               | 76696      |                 | 3,60             | 221 (2013)                        | 61                 |
| Tourville-la-Chapelle            | 76704      |                 | 7,71             | 589 (2013)                        | 76                 |

## Organisation

### Siège
Le siège de la communauté de communes est 	à Saint-Martin-en-Campagne, 3, rue du Val des Comtes.

### Élus
La communauté de communes était administrée par son conseil communautaire, composé, pour la mandature 2014-2015, de 27 conseillers municipaux représentant chacune des communes membres, de manière sensiblement proportionnelle à leur population, à raison d'un délégué et son suppléant pour les communes de moins de 500 habitants, deux délégués pour les communes de 500 à 1000 et trois délégués pour les communes plus peuplées.
Le conseil communautaire du 17 avril 2014 a élu son nouveau président, Patrick Martin, maire de Biville-sur-Mer et ses 4 vice-présidents. À la suite du décès de deux d'entre eux, il les a réélu le 22 septembre 2015 comme suit : 
1. Daniel Joffroy, maire de Belleville-sur-Mer ;
2. Patrice Philippe, maire de Berneval-le-Grand
3. Jean-Pierre Cacheux, maire de Penly ;
4. Camille Prevost, maire de Glicourt ;

Le bureau de l'intercommunalité pour période 2014-2015 était constitué du président, de ces vice-présidents et de Jacques Beauval, Pierre Vigreux, Daniel Delestre, Régis Berment,.

### Liste des présidents
| Période                                  | Période          | Identité       | Étiquette | Qualité                               |
| ---------------------------------------- | ---------------- | -------------- | --------- | ------------------------------------- |
| Les données manquantes sont à compléter. |                  |                |           |                                       |
|                                          | 2014             | Daniel Joffroy | Centriste | Maire de Belleville-sur-Mer (1983 → ) |
| 2014                                     | 31 décembre 2015 | Patrick Martin |           | Maire de Biville-sur-Mer (2001 → )    |

### Compétences
L'intercommunalité exerce les compétences qui lui ont été transférées par les communes membres, dans les conditions définies au code général des collectivités territoriales.
Il s'agit de :
- Actions de développement économique et zones d'activité communautaires ;
- Aménagement de l'espace :
  - Schéma de cohérence territoriale (SCOT)
  - Zones d'aménagement concerté (ZAC) communautaires ;
  - Réserves foncières ;
  - Création et entretien des chemins ruraux ;
- Protection et mise en valeur de l'environnement
  - Collecte et traitement des déchêts ;
  - Production et distribution d'eau potable ;
  - Assainissement ;
  - Construction et remise à niveau des lignes électriques, réseaux publics de distribution du gaz, éclairage public ;
  - Développement et promotion des énergies renouvelables ;
- Voirie et stationnement ;
- Politique du logement et du cadre de vie ;
- Écoles maternelles et primaires, restauration scolaire, centres de documentation et d'information, aides à l'enseignement musical, informatique et sportif dans les écoles primaires publiques ;
- Tourisme ;
- Transport, notamment scolaire ;
- Technologies de l'information et de la communication : infrastructures et réseaux de communication électronique et mise en place et effacement des réseaux de télécommunication ;
- Équipements et services destinés à la petite enfance ;
- Actions et équipements en faveur de la jeunesse ;
- Équipements sportifs communautaires ou destinés à la jeunesse ;
- Château de Derchigny ;
- Prise en charge financière du contingent incendie.
- Actions en faveur de l'emploi et de la formation ;

### Régime fiscal
La communauté de communes est financée par la fiscalité professionnelle unique (FPU), qui a succédé a la Taxe professionnelle unique (TPU), et qui assure une péréquation fiscale entre les communes regroupant de nombreuses entreprises et les communes résidentielles. Elle perçoit également une taxe intercommunale de séjour.